# Danske Specialmedier
Danske Specialmedier er en brancheorganisation for fagblade, tidsskrifter og specialmagasiner i Danmark. Medlemstallet er ca. 360 og omfatter både medier, der udkommer i trykt og elektronisk form.
Organisationen blev grundlagt i 1905 som Foreningen af Danske Ugeblade, Fagblade og Tidsskrifter og skiftede senere navn til Dansk Fagpresse. Det nuværende navn blev vedtaget i 2008. 
Danske Specialmedier arbejder for at skabe bedre vilkår for specialmedierne, ligesom man beskæftiger sig med markedsføring, rådgivning, vejledning og udvikling af medlemmerne. Siden 1984 har organisationen udgivet en årlig medievejviser med samtlige danske specialmedier.
Organisationen udgiver årligt Anders Bording-prisen.